# Amaiur
Amaiur – powstała w 2011 roku hiszpańska partia polityczna o profilu lewicowo-narodowym. W wyborach w tym samym roku w skali krajowej zdobyła 1,37% głosów, wygrywając w niektórych okręgach Kraju Basków i zdobywając przy tym 7 mandatów poselskich oraz 3 senatorskie. Bierze swoją nazwę od miejscowości Amaiur, która w czasie podboju Nawarry była ostatnią enklawą ruchu oporu. Amaiur powstał w wyniku połączenia mniejszych grup baskijskich nacjonalistów w tym partii Aralar, Solidarność Basków oraz niezależnych z których część powiązana była ze zdelegalizowaną formacją Batasuna.